# Synagoge Haren
Koordinaten: 52° 47′ 19,4″ N, 7° 14′ 35,7″ O
Die Synagoge in Haren bestand von 1909 bis 1938 in Haren (Ems). Die Synagoge befand sich an der Stelle der heutigen evangelischen Kirche St. Johannis in der Werftstraße.

## Geschichte
Die jüdische Gemeinde in Haren errichtete 1909 eine Synagoge am Pascheberg. Zuvor hatten seit 1810 an verschiedenen Punkten in der Gemeinde Beträume existiert.

### Zerstörung
Während der Novemberpogrome 1938 wurde die Harener Synagoge am 10. November 1938 durch Mitglieder der Meppener SA zerstört und niedergebrannt. Die Männer wurden vom Kreisleiter und dem Kreispropagandaleiter Meppens angeführt. Zeitgleich wurden jüdische Mitbürger der Stadt schweren Misshandlungen und Schmähungen ausgesetzt. Die männlichen jüdischen Bewohner Harens wurden in das KZ Sachsenhausen gebracht.

## Baubeschreibung
Die Harener Synagoge war ein zweigeschossiges Backsteingebäude mit neugotischen Stilelementen. Die Fassade war symmetrisch gestaltet und wurde von einem zentralen Giebel dominiert, in den ein großes Davidstern-Motiv aus Ziegelsteinen eingelassen war. Die Fenster wiesen Rundbögen auf.
Das Hauptgebäude besaß ein Satteldach, an einer der Längsseiten befand sich ein turmartiger Anbau, wodurch ein zusätzliches Stockwerk hergestellt war. Der Turm wurde von einem steileren Dach abgeschlossen. Der Haupteingang lag unter diesem Anbau und bildete den Zugang zur Synagoge. Eine niedrige Ziegelmauer mit Rundpfeilern umgab das Gelände.

## Erinnerung
An der Stelle der ehemaligen Synagoge wurde 1960 die evangelische St.-Johannis-Kirche errichtet. Eine Gedenktafel in der Kirche sowie ein Gedenkstein am Pascheberg erinnern an die einstige Synagoge und die jüdische Gemeinde in Haren.